# Politiezone ZARA
De Politiezone ZARA (zonenummer 5354) is een Belgische politiezone bestaande uit twee gemeenten, namelijk Zandhoven en Ranst. De politiezone behoort tot het gerechtelijk arrondissement Antwerpen.
De zone wordt geleid door korpschef Rob Verbist.
Het hoofdcommissariaat van de politiezone is gelegen aan de Gustaaf Peetersstraat 7 in Ranst.